# УСМ Алжир
Уніон Спортів Медіна д'Алжир або просто «УСМ Алжир» (араб. الاتحاد الرياضي لمدينة الجزائر) — професіональний алжирський футбольний клуб з однойменного міста, який виступає в Алжирській Професіональній Лізі 1. Команду створено в 1937 році, клубні кольори — червоний та чорний. УСМ Алжир проводить свої домашні поєдинки на стадіоні «Оммар Хаммаді», який вміщує 17 500 уболівальників.
УСМ Алжир — один з найуспішніших футбольних клубів Алжиру, він 7 разів вигравав Алжирську Професіональну Лігу 1, 8 разів — Кубок Алжиру та одного разу — Суперкубок Алжиру. На міжнародному рівні УСМ Алжир виграв Арабський клубний кубок світу з футболу в 2013 році, а також дійшов до фіналу Ліги чемпіонів КАФ у 2015 році, де поступився ТП Мазембе.

## Історія
Під час круглого столу, на якому були присутні деякі з колишніх членів клубу, Кеммат визнав, що ініціатива про створення клубу виходила від вузького кола однодумців, які розпочали реалізовувати свої плани на початку травня 1937 року. Алі Заїд, Земмур Алі, Алі Сулімані, Беннуар Саїд, Меддад Арезкі, Сід Алі Текман та Кеммат вирішили створити власний мусульманський спортивний клуб. Але спочатку група молодих людей не мала жодного уявлення, яким чином організувати цей клуб. Їм допоміг представник МК Алжир Мулуд Джазулі, який пояснив як це можна зробити. Для того щоб почати виступи в офіційних змаганнях клуб потрібно було спочатку зареєструвати. Тож група молодих людей зібрала всі необхідні документи та віднесла їх до колоніальної адміністрації, яка всіляко намагалася затягнути процес реєстрації через присутність у назві клубу слова, яке було пов'язане з мусульманством. Але вже 5 липня 1937 року клуб було зареєстровано. Перший офіс клубу знаходився на вулиці Діван. До числа перших членів клубу, окрім вище вказаних, також увійшли Абделькадер Амрані, Хеммаз Омар, Омар Лакехаль, Башта Мохаммед Уалі, Зеннагуї Мохаммед та Алі Шерифі. Першим президентом клубу став Меддад Арезкі, власник невеличкого місцевого кафе.
Уніон Спортів Муслім Алжеріан обрали своїми кольорами червоний та чорний і в 1937 році дебютували у третьому дивізіоні чемпіонату. У той час багато гравців висловили бажання перейти до цього клубу, але регламент та ліцензія (Ліцензія «Б») забороняли це. Крім того, кожен клуб повинен був мати стадіон для проведення домашніх матчів. Критерії, які поставила для клубу федерація, були на той час для клубу занадто жорсткими. Тодішній голова федерації О.Пескад поставив вимогу, щоб клуб уклав договір про оренду стадіону терміном на 5 років. Клубу довелося щорічно платити 5 000 франків. Для того, щоб зібрати необхідні кошти керівництво організовувало різноманітні квести, збір пожертвувань та збір членських внесків клубу. Крім того кожен спортсмен клубу був зобов'язаний платити членські внески та за власний кошт забезпечувати себе формою та спортивним інвентарем. Друзі та небайдужі люди допомогли клубу вирішити проблему із землею для стадіону, а також допомагали спортивним інвентарем. Що ж до результатів виступу в чемпіонаті, то клуб у своєму дебютному сезоні посів почесне 3-тє місце.
Але потім розпочалася Друга світова війна, тож усі футбольні змагання в країні було призупинено. Змінюється формат проведення чемпіонату, УСМА потрапляє до групи Галлія разом з РУА, до іншої групи серед інших клубів потрапив МКА АССЕ. Цей формат проіснував три сезони. УСМА доволі швидко став відомим клубом, незважаючи на доволі обмежені ресурси, які він мав у своєму розпорядженні. Футбольні змагання було відновлені в 1942 році. Відповідно до регламенту, у сезоні 1942/43 років клуб розпочав свої виступи у третьому дивізіоні. Після завершення цього сезону клуб отримав право виступати у Другому дивізіоні. А в 1951 році клуб вийшов до Першого дивізіону. В ті роки на провідних ролях у команді були разом Крімосом брати Аззуз, Шаблі, Бенхаїк.
16 липня 1963 року УСМ Алжир вперше завоював титул переможця національного чемпіонату після перемоги у фіналі плей-оф турніру над МК Алжир з рахунком 3:0. Спочатку клуб виграв центральну зону регіональної ліги, а потім, у півфіналі чемпіонського плей-оф, переміг УСМ Аннаба з рахунком 7:6 у серії післяматчевих пенальті.
У фінальному поєдинку на стадіоні «Ель-Аннассер» УСМ Алжир, на чолі з граючим тренером клубу Абдельазізом Бентіфуром, переграв свого суперника з рахунком 3:0. Тому клуб отримав честь та привілей бути першим клубом, який здобув чемпіонський титул в епоху незалежного Алжиру.
У 1969 році УСМ Алжир вперше в своїй історії вийшов до фіналу Кубку Алжиру. Тим не менше, у фіналі клуб все ж програв КР Белькур з рахунком 3:5.
Незважаючи на якісний підбір гравців, які виступали в УСМА, протягом майже трьох десятиліть клуб не зміг завоювати жодного трофею, хоча команда рекордну кількість разів потрапляла до фіналу Кубку Алжиру (сезони 1969, 1970, 1971, 1972, 1973, 1978, 1980 років). Вперше в національному кубку клуб тріумфував у 1981 році, вдруге — в 1988 році, але загалом 80-ті роки в історії клубу можна охарактеризувати як період злетів та падінь, оскільки часто команда змушена була виступати в нижчих дивізіонах чемпіонату Алжиру.

## Ера Алліка
У 1995 році на посаду президента клубу обрано Саїда Аліка. В 1995 році розпочалася золота ера клубу, цього року клуб повернувся до елітного дивізіону та продовжував виступи в ньому до 2005 року. В цей період УСМ Алжир почав завоював декілька титулів та трофеїв. Після повернення до елітного дивізіону тренер команди Юнес Іфтісен залишає свою посаду. Першу половину сезону 1995/96 років команда виступала під керівництвом Нури Бензекрі, але потім він покинув свою посаду, тому другу половину сезону головним тренером був Мустаха Аксух, під керівництвом якого УСМ Алжир вдруге став переможцем національного чемпіонату. За підсумками сезону клуб набрав 60 очок в турнірній таблиці.
З 1996 по 2001 року клуб також не завоював жодного чемпіонства, але в 1998 та 2001 роках ставав срібним призером Чемпіонату Алжиру. Набагато краще йшли справи у Кубку Алжиру, оскільки команда тричі перемагала в цьому турнірі: в сезоні 1997 року у фіналі переграли КА Батна (1:0), в сезоні 1999 році — ЖС Кабілію (2:0) та в сезоні 2001 року — КРБ Мешерія (1:0).
У 2002 році зі тим же складом команди, яка востаннє вигравала чемпіонат, клуб виграв свій третій титул переможця елітного дивізіону національного чемпіонату. Команда набрала 57 очок та на 5 очок випередила ЖС Кабілію. У сезоні 2002/03 років під керівництвом Аззедіна Айт-Джуді, команда виграє національний чемпіонат та кубок, і, таким чином, оформлює вперше в своїй історії «золотий дубль».
Після «золотого дублю» в 2003 році, в 2004 році команда здобула перемогу в сьомому фіналі Кубку Алжиру над ЖС Кабілія (у серії післяматчевих пенальті). Проте ця «золота епоха» в історії клубу завершилася в 2005 році, коли УСМ Алжир під керівництвом Мустафи Аксуха виграв п'ятий чемпіонський титул. Протягом цього сезону червоно-чорним жоден клуб так і не зміг нав'язати боротьбу за чемпіонство, внаслідок чого УСМ Алжир випередив свого найближчого переслідувача, ЖС Кабілію, на 13 очок.
На континентальних змаганнях команда, на чолі зі своїм капітаном Білелом Дрізі, в 1997 та 2003 роках доходила до півфіналу найпрестижнішого клубного африканського турніру, Ліги чемпіонів КАФ.

## Ера Хаддада

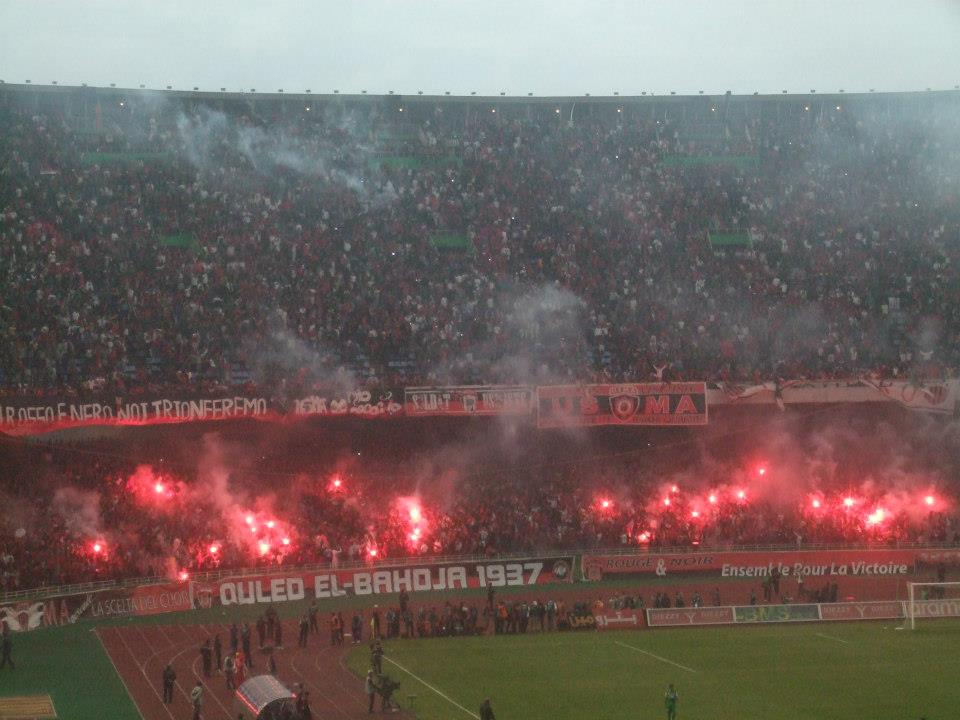
Фани клубу УСМ Алжир напередодні фіналу Клубного Кубку УАФА між УСМ Алжир та Аль-Арабі (Кувейт), Стадіон 5 липня 1962 року в Алжирі, 14 травня 2013 року.

### Сезон 2010/11 років
4 серпня 2010 року клуб УСМ Алжир офіційно оголосив про приєднання до професійного національного чемпіонату. Також приблизно в цей час алжирський бізнесмен Алі Хаддад за 700 мільйонів алжирських динарів викупив 83% акцій клубу та став найбільшим його акціонером. А 27 жовтня 2010 року Хаддад замінив на посаді президента клубу Саїда Алліка. Аллік займав посаду президента клубу протягом останніх 18 років.
Перший сезон у професійному футболі Алжиру був для клубу важким. Тим не менше, завдяки перемозі в останньому турі чемпіонату над УСМ Аннаба з рахунком 3:0, клуб посів підсумкове дев'яте місце. У Кубку Алжиру команда вилетіла вже в першому ж раунді. Сезон 2010/11 років УСМ Алжир розпочав під керівництвом Нуреддіна Саада (він очолював клуб з серпня 2009 року), але 11 грудня 2010 року його було офіційно відсторонено з цієї посади. Новим виконувачем обов'язків головного тренера клубу у січні 2011 року було призначено француза Ерве Ренара.

### Сезон 2011/12 років

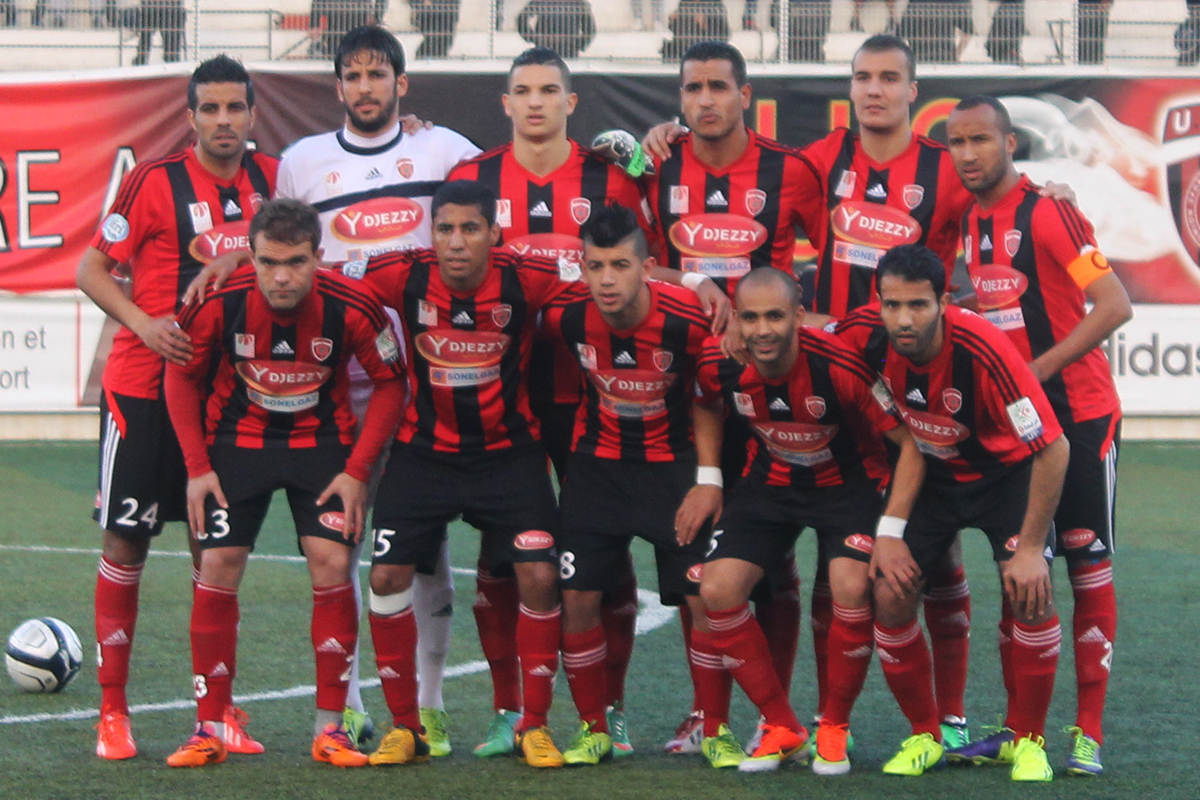
Переможці Ліги 1 сезону 2013/14 років, гравці УСМ Алжиру, напередодні матчу за Суперкубок Алжиру 2013 року.

У цьому сезоні, вже в другому в статусі професіонального, клуб відзначився трансферною активністю. Склад УСМ Алжиру поповнили принаймні 15 гравців. Найбільш відомими серед них були: Абделькадер Лаїфауї, Ламурі Джедіат, Ясін Беззаз, Халед Леммушія та Мохамед Рабіє Мефтах, який вважається одним з найкращих футболістів в алжирській Лізі 1. Цей масовий прихід нових футболістів супроводжувався таким же масовим відходом футболістів з торішнього складу команду, таким чином кістяк команди зазнав істотних змін, а в алжирських ЗМІ, в першу чергу в газетах, УСМ Алжир дуже швидко охрестили як Dream Team.
Що стосується минулого сезону, то УСМА готувався до нього в містечку Лісс в столичному Іль-де-Франс, Центрі Леонардо да Вінчі. Тренувальний збір у Франції тривав 3 тижні, протягом якого УСМ Алжир зіграв чотири товариські матчі проти різних супротивників. Назад до Алжиру команда повернулася 31 серпня і в рамках підготовки до нового сезону зіграла ще один товариський поєдинок, проти НА Хуссейн Дей. Матч довелося припинити через бійку між фанами обох команд та через те, що деякі вболівальники почали вибігати на футбольне поле.
У тому ж сезоні (2011/12 років), власник клубу вирішив «взяти бика за роги» та мобілізував усі людські та матеріальні ресурси, щоб створити команду, яка може досягти цілей, які поставило керівництво, а саме чемпіонський титул та кваліфікація до Ліги чемпіонів КАФ. У цьому сезоні клуб набрав багатьох алжирських футбольних зірок, і з точки зору результатів команди ситуація суттєво покращилася. Крім того, наприкінці сезону, клуб був близький до шостого чемпіонського титулу, але домашня поразка проти ЖСМ Беджая (3:4) завадила цьому. У Кубку Алжиру команда досягла 1/4 фіналу. УСМ Алжир вибув з турніру після поразки на стадіоні «5 липня 1962 року» в дербі проти УСМ Ель-Харраш. Проте третє місце, яке команда посіла за підсумками чемпіонату цього сезону, дещо втішило вболівальників та дозволило побачити своїх улюбленців, вперше за останні сім років на континентальних клубних змаганнях, у Кубку конфедерації КАФ. Кілька місяців по тому, УСМА також було запрошено для участі в арабській футбольній лізі, в арабському клубному змаганні, яке востаннє організовували в старому форматі (в наступному сезоні формат турніру було змінено). Керівництво клубу офіційно оголосило, що прийняло запрошення. Таким чином, вперше за декілька останніх сезонів, змагалося відразу на чотирьох фронтах: в Лізі 1, Кубку Алжиру, Кубку конфедерації КАФ та Клубному Арабському Кубку.

### Сезон 2012/13 років
У сезоні 2012/13 років команду очолив аргентинський тренер Мігель Анхель Гамонді, під його керівництвом команда зазнала трьох поразок, здобула дві перемоги та один матч зіграла в нічию, в шостому турі команда поступилася ЕС Сетіфу і після цієї поразки аргентинця було звільнено з його посади, Гамонді на посту головного тренера замінив колишній тренер марсельського Олімпіку Роллан Курбіс, який добре розпочав на своїй посаді та завершив перше коло з 6-ма перемогами, 2-ма нічиїми та без жодної поразки, але друге коло Ліги 1 команда розпочала невдало і стало очевидним, що виграти Лігу 1 цього сезону буде дуже складно. Тому команда робить ставку на Кубок Алжиру та Клубний Кубок УАФА. На шляху до фіналу Кубку Алжиру в 1/32 фіналу команда зустрілася з ЖС Саура та перемогла на виїзді з рахунком 1:0 (домашній матч завершився нічиєю), в наступній стадії УСМ Алжир розгромив КК Сіг з рахунком 0:5, у 1/8 фіналу команда перемогла УСМ Ель-Харраш з рахунком 1:0, після цього була перемога над НА Хуссейн Дей з рахунком 2:1, а в півфіналі переміг МК Оран на стадіоні «Ахмед Забана» з рахунком 1:0 завдяки єдиному голу Нуреддіна Дахама,, таким чином УСМ Алжир вже 17-й раз у своїй історії вийшов до фіналу національного кубку. У Клубному Кубку УАФА шлях клубу до фіналу був відносно легкий, але в 1/2 фіналу проти СК Ісмайлі був дуже важкий поєдинок, який завершився лише в серії післяматчевих пенальті (4:3 на користь УСМ Алжир), і, таким чином, «червоно-чорні» вперше в своїй історії вийшли до фіналу цього турніру. Але в Кубку конфедерації КАФ 2013 року УСМ Алжир дійшов лише до другого раунду, в якому поступився габонському УС Бітам за сумою двох поєдинків з рахунком 3:0.
У фіналі Кубку Алжиру, який проходив на стадіоні «5 липня 1962 року», зустрілися клуби Алжирської Ліги 1 УСМ Алжир та МК Алжир, цей матч став уже 92-им в історії Алжирського Дербі. УСМ Алжир переміг у тому поєдинку з рахунком 1:0, завдяки єдиному голу Мохтара Бенмусси вже у компенсований час поєдинку, таким чином УСМ Алжир виграв свій восьмий головний трофей, також ця перемога дала право клубу в наступному сезоні розпочати виступи в кваліфікації Кубку конфедерації КАФ. Два тижні по тому УСМ Алжир виграв свій перший міжнародний трофей після перемоги у фіналі Клубного Кубка УАФА 2013 року над представником Кувейту, клубом «Аль-Арабі» (Кувейт), з рахунком 3:2.

### Сезон 2013/14 років
Після завоювання Кубка Алжиру та перемоги в Арабській Лізі чемпіонів в минулому сезоні, сезон 2013/14 років команда розпочала дуже невдало, в перших восьми турах команда здобула лише 3 перемоги, і після перемоги над КРБ Аїн Факрун в десятому турі через тиск з боку уболівальників тренер команди Роллан Курбіс подав у відставку, але за неофіційною інформацією Курбіс залишив УСМ Алжир, щоб повернутися до Франції та тренувати свій колишній клуб, Монпельє. УСМ Алжир на його місце запросив іншого француза, Хубера Велуда, який в минулому сезоні виграв національний чемпіонат разом з ЕС Сетіфом, і спочатку все було більш ніж чудово, команда не програла жодної зустрічі до кінця сезону і здобула 16 перемог, в тому числі вісім поспіль, та 4 матчі завершила в нічию, і, таким чином, впевнено виграла чемпіонат, випередивши на 14 очок найближчого переслідувача, ЖС Кабілія, вперше з сезону 2004/05 років та вперше в епоху професіоналізму. Крім цього, клуб вперше з 2007 року повернувся для участі в Лізі чемпіонів КАФ. УСМ Алжир в середині сезону виграв Суперкубок у матчі проти переможців Ліги 1 сезону 2012/13 років, ЕС Сетіфу, вперше на стадіоні «імені Мустафи Тшакера». В Кубку Алжиру команда дійшла до другого раунду, де поступилася ЖС Кабілії у серії післяматчевих пенальті, і, таким чином, втратила можливість повторити торішній успіх та виграти «золотий дубль».

### Сезон 2014/15 років
Початок сезону 2014/15 років був не дуже вдалим, команда поступилася у матчі-відкритті сезону за Суперкубок Алжиру МК Алжиру у серії післяматчевих пенальті. Команда розпочала чемпіонат доволі нерівномірно, так у перших восьми матчах клуб зазнав дві поразки, які одразу ж відкинули УСМ Алжир на 13-те місце в турнірній таблиці, але потім ситуація нормалізувалася і команда виграла 5 матчів поспіль, і вперше з початку чемпіонату повернулася до верхньої частини турнірної таблиці, але лідерство протрималося недовго, і, починаючи з 14-го туру у команди була п'ятиматчева безвиграшна серія, яка призвела до того, що з посади головного тренера команди було звільнено Хубера Велуда. На цій посаді Вуледа замінив німецький фахівець Отто Пфістер. Але це не допомогло покращити результати команди, і команда зіграла ще вісім матчів без жодної перемоги в чемпіонаті та програла у 1/8 фіналу Кубка Алжиру АСО Шлеф, після цього клуб втратив шанси поборотися за останній трофей, в якому брав участь, Отто Пфістера менш ніж через три місяці з моменту початку його роботи в клубі звільнено з посади головного тренера. До завершення сезону на посаду головного тренера клубу призначено тренерський тандем у складі Муніра Зегхдуда та Махіеддіна Мефтаха, які мали врятувати клуб від вильоту з елітного дивізіону національного чемпіонату, тренерський тандем це завдання виконав завдяки перемозі в останньому турі національного чемпіонату над все тим же АСО Шлефом з рахунком 3:1.
У Лізі чемпіонів КАФ 2015 року команда розпочала свої виступи з попереднього раунду, в якому зустрілася з клубом з Чаду Фуллах Едіфіс, в першому матчі алжирці поступилися з рахунком 1:3, а в матчі-відповіді перемогла з рахунком 3:0, і, з величезними труднощами, вийшла до наступного раунду, де зустрілася з сенегальським клубом АС Пікіне Кваліфікований, якого УСМ Алжир переграв за сумою двох поєдинків з рахунком 6:2 та вийшов до другого раунду, де зустрівся з гвінейським клубом АС Калум та за сумою двох матчів переміг гвінейців з рахунком 3:2, і вперше за останні одинадцять років УСМ Алжир потрапив до групового етапу турніру.

### Сезон 2015/16 років
Влітку 2015 року Мілуд Хамді офіційно підписав контракт на три роки з УСМА. Під час літнього трансферного вікна алжирський клуб знову відзначився активністю: вони роблять серйозне придбання, викупивши контракт колишнього гравця Замалеку Мохамеда Аміна Аудія, з ФСВ Франкфурту на 150 000 євро. 11 червня, алжирський воротар Ісмаїл Мансурі,колишній гравець МО Беджая приєднався до команди. Юний Уссама Дарфалу, перейшов з РК Арбаа до УСМ Алжиру за 60 000 €. І, нарешті, у вересні 2015 року, Арслан Мазарі підписав 2-річний контракт з клубом, перехід клубу обійшовся в 35 000 євро. Загалом УСМ Алжир на підсилення команди витратив приблизно 200-300 000 €.
Ці покупки дали й відповідний результат, так як Хамді при підтримці президента Алі Хаддада, виходить з УСМА до фіналу Ліги чемпіонів КАФ 2015 року, на шляху до фіналу команда виграла свою групу, а в 1/2 фіналу команда переграла Аль-Хіляль (Омдурман). У фінальному поєдинку УСМА Алжир поступається з рахунком 1:4 ТП Мазембе.
У сезоні 2015/16 років під керівництвом Хамді клуб досяг історичного успіху, дійшов до фіналу Ліги чемпіонів КАФ та переміг у національному чемпіонаті, цей титул став сьомим в історії клубу загалом та другим з часу професіоналізації ліги. В цьому сезоні клуб переміг 17 разів в національному чемпіонаті, в тому числі 7 з них були здобуті поспіль. У другій половині сезону УСМ Алжир виступав вже не так впевнено, зокрема клуб зазнав декілька дошкульних поразок, в тому числі від РК Релізан на виїзді, домашньої поразки від ЖС Саури, а також розписав нічию в Алжирському Дербі проти МК Алжир, після цієї поразки тренера та гравців команди нещадно критикували фани клубу, оскільки вони мріяли відсвяткувати чемпіонство з перемогою клубу над МК Алжир. Але поступово хвиля критики дещо втратила силу, особливо після домашньої перемоги над АСМ Оран в 27 турі з рахунком 3:0 без свого капітана Насреддіна Хуаледа, а вже після завершення матчу 29-го туру проти ДРБ Тадженанет чемпіонство святкували гравці клубу, тренерський, технічний та адміністративний штаби клубу, а також звичайні вболівальники клубу.

## Досягнення
- Алжирська Професіональна Ліга 1
  -  Чемпіон (8): 1963, 1996, 2002, 2003, 2005, 2014, 2016, 2019
  -  Срібний призер (4): 1998, 2001, 2004, 2006
  -  Бронзовий призер (2): 1996/97, 2011/12

- Кубок Алжиру
  -  Володар (8): 1988, 1997, 1999, 2001, 2003, 2004, 2013
  -  Фіналіст (9): 1969, 1970, 1971, 1972, 1973, 1978, 1980, 2006, 2007

- Суперкубок Алжиру
  -  Володар (2): 2013, 2016
  -  Фіналіст (2): 1981, 2014

### Міжнародні турніри
- Ліга чемпіонів КАФ
  -  Фіналіст (1): 2015

### Регіональні змагання
- Арабський клубний Кубок світу з футболу
  -  Володар (1): 2013

- Кубок володарів кубків країн Магрибу
  -  Фіналіст (1): 1970

## Кольори та логотип клубу
Оригінальними кольорами УСМА були червоний та темно-бордовий, які клуб використовував з моменту його створення в 1937 році. Походження цих кольорів не відоме.
У травні 1945 року після масового вбивства гравців та уболівальників ЕС Сетіф, Гельма та Херрати, клуб вирішив замінити темно-бордовий колір на чорний в пам'ять про 45 000 протестуючих алжирців, які були вбиті під час кривавих репресій французькими збройними силами. З цього моменту чорний колір став символізувати траур по загиблим, а червоний — їх кров.
Того дня 45000 алжирських демонстрантів вийшли відсвяткувати завершення Другої світової війни, викрикуючи патріотичні гасла до колоніальних військ. Але французькі колоніальні війська не знайшли іншого шляху для зупинення цієї демонстрації, ніж фізично знищити її. Для того, щоб продемонструвати свій патріотизм та вшанувати пам'ять загиблих, керівництво УСМ Алжир вирішило зберегти чорний колір як символ горя за загиблими та червоний колір як символ крові мучеників, які загинули цього дня.

## Стадіон

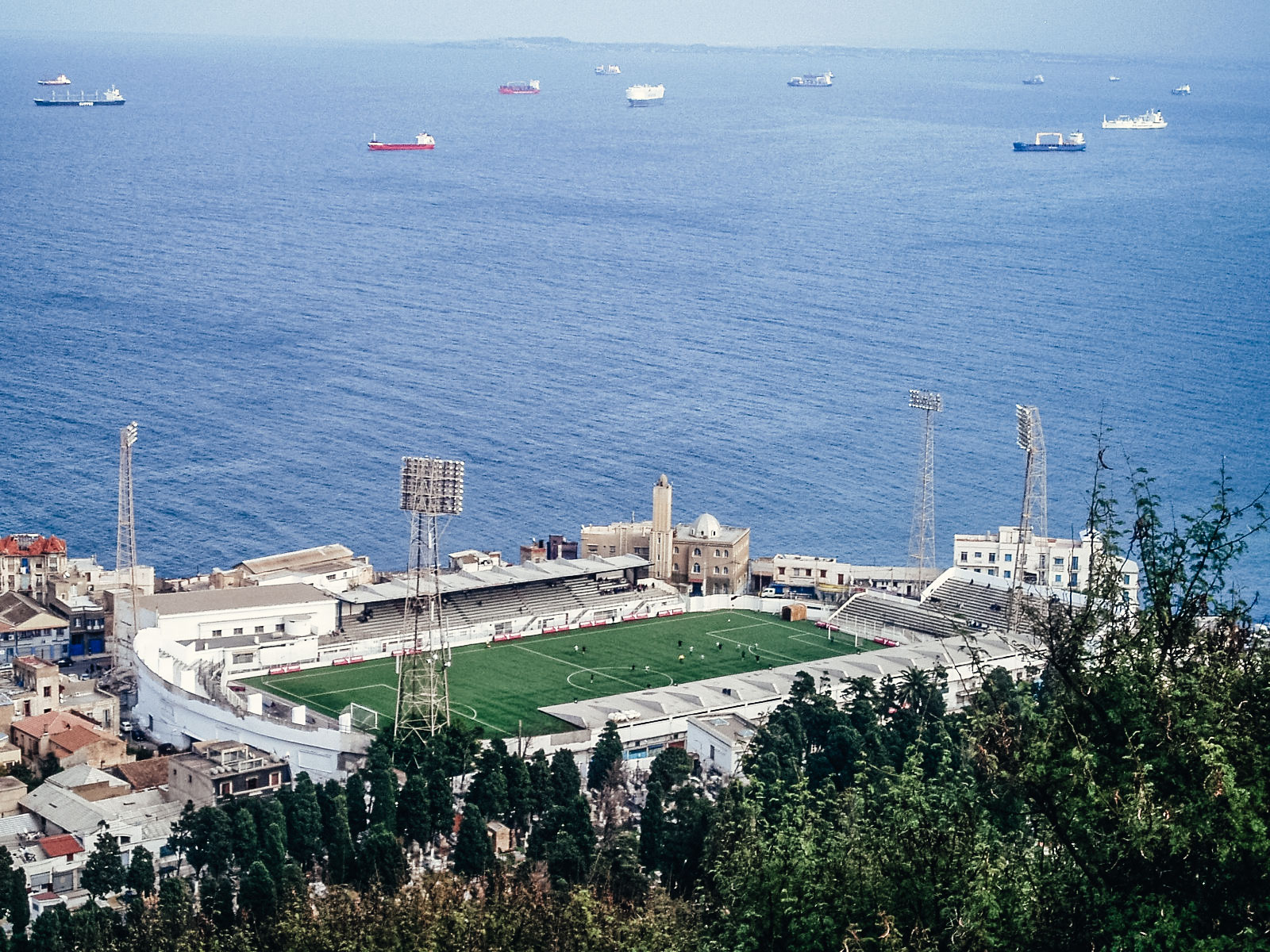
вид на стадіон «Омар Хамаді»

Клуб проводить свої домашні матчі на 10-тисячному стадіоні «Омар Хамаді», який було побудовано в 1935 році, на стадіоні «5 липня 1962 року» проводяться матчі алжирського дербі, а також найважливіші міжнародні поєдинки, які не проводять на стадіоні «Омар Хамаді».
В даний час клуб є власником стадіону «Омар Хамаді», який перейшов у власність клубу декілька років тому, оскільки муніципалітет Бологін з моменту здобуття Алжиром незалежності декілька разів підвищував орендну плату, через що клубу декілька разів доводилося грати на інших стадіонах, зокрема, на «5 липня 1962 року», стадіоні «20 серпня 1955 року» в Алжирі та Олімпійському стадіоні Руїби в місті Руіба.
У Кубку Алжиру командна зіграла сімнадцять матчів у фіналі турніру: на стадіоні «5 липня 1962 року» провела дванадцять матчів, перший з яких відбувся в 1972 році, а останній — в 2013 році, на стадіоні «20 серпня 1955 року» відбулися перші три фінали, перший з яких — в 1969 році, а останній — в 1971 році. Стадіони «24 лютого 1956 року» та «Мустафа Тшакер» приймали по одному фіналу, в 1981 та 2003 роках відповідно.
У 2015 році команда вперше вийшла до фіналу міжнародних змагань та зіграла цей матч на стадіоні «Омар Хамаді», на якому були присутні 20000 прихильників, але були чутки, що фінал мав відбутися на стадіоні «5 липня 1962 року», який здатний вмістити 64000 глядачів, але керівництво клубу у відповідь на рішення ТП Мазембе провести домашній матч на стадіоні, який досить схожий на стадіон УСМ Алжир та ще й зі штучним покриттям газону, що не сподобалося переважній більшості вболівальників.

## Протистояння

### МК Алжир
Серед інших суперників, найпринциповішим протистоянням для УСМ Алжир є матчі проти їх географічних сусідів, МК Алжир. Це суперництво розпочалося ще в далеких 1950-х роках та розпочалося через далеко не спортивні причини. У 1956 році Національний фронт звільнення (ФЛН) наказав припинити алжирським командам виступи у всіх видах спорту та бойкотувати усі змагання клубам, які у своїй назві мають слово «Мусульманська (-ий)». Мулудія на відміну від УСМ Алжир та інших мусульманських клубів, відмовилися дотримуватися вказівок ФЛН та продовжив свої виступи у спортивних змаганнях, в тому числі і в футбольних. Ця відмова спровокувала кілька інцидентів на матчах за участі МК Алжир з метою зриву цих поєдинків, так, наприклад, під час перерви в грі між Мулудія та АС Сен-Еужено на муніципальному стадіоні Святого Еугерена, мали місце запеклі сутички, через що рефері поєдинку змушений був зупинити зустріч. Після цих інцидентів, Мохамед Тіар, тодішній президент МКА, змушений був припинити будь-які виступи спортивних колективів клубу, в тому числі й футбольної команди, і таким чином виконати вимоги ФЛН та підтримати інші Мусульманські клуби Алжиру.

### ЖС Кабілія
Суперництво з «ЖС Кабілія» виникло відносно недавно, в порівнянні з дербі з «МК Алжир». Це суперництво розпочалося в сезоні 1996/97 років, в сезон коли «ЖС Кабілія» виграв другий дивізіон та повернувся до Ліги 1. Це протистояння обумовлене конфліктом у алжирському футболі між президентами обох клубів, Саїдом Маліком та Мохандом Шаріфом Ханнаши.
Незважаючи на те, що «УСМ Алжир» старший, ніж «ЖС Кабілія», але в Алжирі завжди була численна кабілійська громада в місті. Прийнято вважати, що УСМА — клуб "Кабільських" Алжирців, його підтримують переважно ті, хто належав до елітних класів суспільства часів французького панування.

### КР Белуїздад
Перша зустріч між «УСМ Алжир» та КРБ відбулася 30 вересня 1962 року в дружній обстановці. 15 липня того ж року новий президент клубу Шабаб Ріадхі Белькур провів передсезонний турнір на Муніципальному стадіоні. УСМА була однією з команд, запрошених для участі в цьому турнірі, разом з ЖСК та ЕСМА. УСМА майбутні чемпіони Алжиру,  переміг у фіналі з рахунком 5:1.

## Навчальний центр
У липні 2011 року клуб розпочав будівництво навчального та тренувального центру у Західному передмісті Алжиру Айн-Беньян. Цей центр матиме площу 4 га та включатиме в себе поле поле з натуральним покриттям та ще одне зі штучним покриттям. Для будівництво архітектор взяв проект Сьютат Еспортіва Жоан Ґампер, знаменитий навчальний центр Барселони. Центр так і не був побудований.

## Спонсори
Sonelgaz є головним спонсором клубу УСМ Алжир після спортивної реформи 1977 року, в рамках спонсорського контракту логотип компанії знаходиться на лицевій частині футболки гравців клубу. До 2011 року цей логотип навіть знаходився на гербі УСМА.
Телекомунікаційна компанія Djezzy GSM є спонсором клубу з 2005 року. Основний пакет акцій та право власності на клуб належать будівельній компанії ETRHB, власником якої є Алі Хаддад, і ця компанія також є спонсором клубу з 2010 року.
Німецька фірма Adidas, є офіційним постачальником спортивного одягу для клубу з липня 2012 року.
Інші компанії свого часу були головними спонсорами клубу, такі як: Canon Dekorex, Armedic ARTC Insurance, Sonatrach та Renault Trucks.

### Еволюція форми
|      |
| 1963 |

|      |
| 1973 |

|      |
| 2004 |

|      |
| 2011 |

|      |
| 2012 |

|      |
| 2013 |

|      |
| 2015 |

| Постачальники форми | Постачальники форми | Постачальники форми |
| Дата                | Постачальник        |                     |
| ------------------- | ------------------- | ------------------- |
| 1970-ті рр.         | Le Coq Sportif      |                     |
| 1978–94             | невідомо            |                     |
| 1994–95             | Uhlsport            |                     |
| 1995–97             | Kappa               |                     |
| 1997–98             | Virma               |                     |
| 1998–99             | Uhlsport            |                     |
| 1999–01             | Puma                |                     |
| 2001–05             | Uhlsport            |                     |
| 2005–08             | Lotto               |                     |
| 2008–11             | Uhlsport            |                     |
| 2011–12             | Nike                |                     |
| 2012–теперішній час | Adidas              |                     |

| Головні спонсори    | Головні спонсори          |
| Дата                | Спонсор                   |
| ------------------- | ------------------------- |
| 1978–00             | Sonelgaz                  |
| 2000–02             | Рафік Халіфа Sonelgaz     |
| 2002–05             | Sonelgaz                  |
| 2005–09             | Djezzy GSM                |
| 2009–10             | Djezzy GSM Renault Trucks |
| 2010–теперішній час | ETRHB Haddad Djezzy GSM   |

## Рейтинг IFFHS
| Міс. | Клуб                 | Очок  |
| ---- | -------------------- | ----- |
| 86   | Замалек              | 137,5 |
| 86   | Брага                | 137,5 |
| 88   | Ред Булл (Зальцбург) | 136,0 |
| 89   | Астра                | 135,5 |
| 90   | УСМ Алжир            | 135,0 |
| 90   | ЛДУ Кіто             | 135,0 |
| 92   | Сьйон                | 133,5 |
| 93   | Сан-Лоренсо          | 133,0 |
| 94   | Кайрат               | 132,5 |
| 95   | Коло-Коло            | 132,0 |

| Міс. | Клуб                   | Очок  |
| ---- | ---------------------- | ----- |
| 1    | Етуаль дю Сахель       | 178,0 |
| 2    | Замалек                | 137,5 |
| 3    | УСМ Алжир              | 135,0 |
| 4    | Аль-Аглі               | 130,5 |
| 5    | Аль-Меррейх            | 120,5 |
| 6    | Аль-Хілляль (Омдурман) | 118,5 |
| 6    | Есперанс (Туніс)       | 118,5 |
| 8    | ТП Мазембе             | 117,5 |
| 9    | Сфаксьєн               | 108,0 |
| 10   | Орландо Пайретс        | 106,5 |

## Виступи на турнірах під егідою КАФ
УСМ Алжир належить тих клубів, які регулярно беруть участь в змаганнях під егідою КАФ. Кваліфікація для алжирських клубів визначається результатами виступів команди в національному чемпіонаті та кубку, УСМ Алжир регулярно виступає в найпрестижнішому клубному африканському змаганні, Лізі чемпіонів КАФ, щоразу після перемоги в Лізі 1. УСМ Алжир завдяки перемогам в Кубку Алжиру брав участь у, вже не існуючих турнірах, Кубку володарів кубків КАФ та Кубку КАФ.
Перший міжнародний матч був проти «КАРА» (Браззавіль) і завершився перемогою «УСМ Алжир» з рахунком 2:0. Найбільша перемога клубу в міжнародних змаганнях була здобута в 2004 році з рахунком 8:1 над «Фасо-Єнненга», а найбільшими поразками в цих турнірах є поразки в 1998 році від клубу «Примейру де Агошту» та в 2013 році від Бітаму з рахунком 3:0.
Перша участь у міжнародних змаганнях була в Кубку володарів кубків КАФ 1982 року і команда дійшла до 1/4 фіналу, де поступилася представнику Гани клубу Гартс оф Оук, у сезоні 1989 року команда повторила своє досягнення дворічної давнини, але після поразки в першому матчі проти мадагаскарського клубу БФВ на стадіоні «Омар Хаммаді» команда знялася з розіграшу турніру, після цього протягом восьми років клуб пропускав континентальні змагання, допоки в 1997 році не дебютував у Лізі чемпіонів КАФ, і дійшов до фіналу, де поступився визнаному фавориту, клубу Раджа (Касабланка) з Марокко.
Потім команда постійно брала участь в різних змаганнях, таких як Кубок володарів кубків КАФ, Кубок КАФ, Кубок конфедерації КАФ та Ліга чемпіонів КАФ до 2007 року, за винятком 2001 року, коли в 2000 року команда була дискваліфікована з Кубку володарів кубків КАФ через однорічну дискваліфікацію з усіх турнірів під егідою КАФ, причиною цього була участь у другому матчі незаявленого воротаря з Буркіна-Фасо Сіаки Кулібалі проти «ЖС дю Тюнер» з Нігеру. У 2003 році УСМ Алжир дійшов до півфіналу Ліги чемпіонів КАФ, де поступився майбутньому чемпіону Еньїмбі з Нігерії, а потім, після восьмирічного періоду відсутності в Лізі чемпіонів КАФ, в сезоні 2015 року вийшов до фіналу турніру, де за сумою двох матчів з рахунком 1:4 поступився ТП Мазембе.

## Відомі гравці
До списку потрапили футболісти, які виступали в складі своїх національних збірних. Жирним шрифтом виділені гравці, яких викликали до складу своєї національної збірної в період їх виступів за УСМ Алжир.
| - Аюб Абделлауї 13 - Меруан Абдуні - Хосін Ашиу 8 - Тарек Хадж Адлан - Рашид Афтуш - Мулді Аїссауї - Саїд Аллік - Джамель Амані - Амар Аммур - Салім Арібі 8 - Алі Аттуї - Юсеф Белаїлі - Бубекур Бельбекрі 1 - Фарід Бельмеллат - Рауф Бенгуїт 13 - Фаузі Бенхаліді - Мохамед Бенхемасса 13 - Мохтар Бенмусса | - Ясін Бентаала - Абелазіз Бентіфур - Хамід Бенрауї - Омар Бетруні - Мохамед Буалем - Брахім Будебуда - Ісаад Бурахлі - Салім Бутамін - Мехді Сербах - Фарук Шафаї - Нуреддін Дахам - Уссама Дарфалу 13 - Рабах Дегхмані - Абдеррахман Деруаз 2 3 - Фарід Джахнін - Білел Дрізі 4 7 - Джамель Ель-Окбі - Буазза Фехам | - Зінедін Ферхат - Карім Газі - Тарек Гуль 5 - Насер Гуедіура - Абдеррахман Мезіан 13 - Абдеррахман Мезіані - Мулай Хадду - Файкал Хамдані 5 - Мохамед Хамдуд - Джамель Кедду - Нсереддін Хуалед 10 - Хамза Кудрі - Абделькадер Лаїфауї - Халед Леммушія - Махіеддін Мефтах 5 6 7 - Джамель Менад - Хосін Метреф - Хішем Мезаїр 8 | - Амокран Уалікен - Монсеф Уішауї - Аззедін Рахім 4 - Крімо Ребіх - Смаїл Слімані 2 - Саад Теджар 11 - Хамза Ясеф - Мунір Зегдуд 5 6 7 - Мохамед Земмамуш 12 - Джамель Зідан - Даніель Моншаре - Фредді Земмур - Мамаду Діалло 9 - Мінту Дукуре - Каролус Андріаматсіноро - Майкл Енерамо |

Примітки
| - Примітка 1: грав на Кубку африканських націй 1968 року. - Примітка 2: грав на Кубку африканських націй 1980 року. - Примітка 3: грав на Літніх Олімпійських іграх 1980 року. - Примітка 4: грав на Кубку африканських націй 1996 року. - Примітка 5: грав на Кубку африканських націй 1998 року. - Примітка 6: грав на Кубку африканських націй 2000 року. - Примітка 7: грав на Кубку африканських націй 2002 року. | - Примітка 8: грав на Кубку африканських націй 2004 року. - Примітка 9: грав на Літніх Олімпійських іграх 2004 року. - Примітка 10: грав на Чемпіонаті африканських націй 2011 року. - Примітка 11: грав на Кубку африканських націй 2013 року. - Примітка 12: грав на Чемпіонаті світу з футболу 2014 року. - Примітка 13: грав на Літніх Олімпійських іграх 2016 року. |

## Відомі тренери
| Мустафа Ель-Камаль                           | 1942–4? |
| Абделазіз Бен Тіфур                          | 1962–65 |
| Мокран Улікан                                | 1965–66 |
| Мохамед Мауш                                 | 1966    |
| Салех Ашур                                   | 1967    |
| Абделазіз Бен Тіфур (2)                      | 1967–68 |
| Хамід Бельамін                               | 1968–70 |
| Ахмед Зітун                                  | 1970–72 |
| Абделгані Зітуні                             | 1972–73 |
| Хамід Бельамін (2) Шаїб Ламін                | 1973–74 |
| Хамід Бельамін (2)                           | 1974    |
| Ахмед Аараб                                  | 1975    |
| Абделгані Зітуні (2)                         | 1975–76 |
| Ахмед Зітун (2)                              | 1976–77 |
| Белькасем Мекддаді                           | 1977–79 |
| Хамід Мадані Балаков Ахмед Аараб (2)         | 1979–80 |
| Алі Бенфадах                                 | 1980–81 |
| Джилалі                                      | 1982    |
| Джилалі Абделькадер Зеррар                   | 1982–83 |
| Джилалі Лахдер Гуйтун Мохтар Калем           | 1983–84 |
| Мустафа Аксух                                | 1984–86 |
| Мустафа Аксух Джамель Кедду                  | 1986–89 |
| Мустафа Аксух Джамель Кедду Теуфік Коріші    | 1990    |
| Алі Бенфадах (2)                             | 1990    |
| Хосін Бумараф Акрамов                        | 1990–91 |
| Ахмед Зітун (2) Хосін Бумараф                | 1991–92 |
| Алі Бенфадах (3)                             | 1992    |
| Саїд Аллік Мулді Айссауї Хамуї Хамід Бернауї | 1992–93 |
| Абделькадер Бахман Юнес Іфтісен              | 1993–94 |
| Юнес Іфтісен                                 | 1994–95 |
| Нур Бензекрі Ахмед Еїт Ель-Хосін             | 1995–96 |

| Ім'я                                     | Період                     |
| ---------------------------------------- | -------------------------- |
| Мустафа Аксух (2) Ахмед Еїт Ель-Хосін    | 1996                       |
| Нуреддін Сааді                           | 1996–97                    |
| Мустафа Хеддан                           | 1997                       |
| Юнес Іфтісен                             | 1997–98                    |
| Мустафа Аксух (3) Саїд Хадж Мансур       | 1998–99                    |
| Нур Бензекрі (2) Ахмед Еїт Ель-Хосін (2) | 1999                       |
| Рабах Саадан                             | 1999–00                    |
| Мустафа Хеддан (2) Хамід Баша            | 2000                       |
| Нуреддін Сааді (2)                       | 2001                       |
| Нуреддін Сааді (2) Алі Фергані           | 2001–02                    |
| Алі Фергані Аззедін Аїт Джуді            | 2002                       |
| Аззедін Аїт Джуді Буалем Шареф           | 2003                       |
| Мурад Абдельуахад                        | 2003–04                    |
| Мустафа Аксух (4) Нуреддін Сааді (3)     | 2004–05                    |
| Джамель Менад                            | 2005                       |
| Мустафа Аксух (5)                        | 2005                       |
| Мустафа Біскрі                           | 2005–06                    |
| Рене Лобелло                             | серпень 2006–березень 2007 |
| Рашид Бельхут                            | 2007                       |
| Абделькадер Амрані                       | 2007                       |
| Мустафа Аксух (6)                        | 2007                       |
| Алі Фергані (2)                          | 2008                       |
| Мустафа Аксух (7)                        | 2008                       |
| Оскар Фуллоне                            | 2008–січень 2009           |
| Камель Мусса                             | січень 2009–серпень 2009   |
| Нуреддін Сааді (4)                       | 2009–10                    |
| Ерве Ренар                               | січень 2011–жовтень 2011   |
| Біллел Джирі (в.о.)                      | жовтень 2011–листопад 2011 |
| Дідьє Олле-Ніколь                        | листопад 2011–травень 2012 |
| Мігель Анхель Гамонді                    | липень 2012–жовтень 2012   |
| Біллел Джирі (в.о.) (2)                  | жовтень 2012               |
| Роллан Курбіс                            | жовтень 2012–13            |
| Хубер Велуд                              | листопад 2013–лютий 2015   |
| Біллел Джирі (в.о.)                      | лютий 2015                 |
| Отто Пфістер                             | лютий 2015–                |

## Уболівальники
УСМ Алжир відомий тим, що має найкращих прихильників в Алжирі, вони особливо відомі своїми піснями, фізпідготовкою, а також їх анімацією на трибунах. 26 листопада 2011 року на стадіоні «5 липня 1962 року», з нагоди дербі проти алжирського МК Алжир, фанатська група Усмістес стала першою фанатською групою в Алжирі, яка зробила об'ємний перфоменс. На величезному полотнищі красувався напис «Об'єднані», який було виконано у клубних кольорах, червоному та чорному.
Відомий виконавець алжирських пісень у стилі шаабі Ель Хашемі Гуеруабі був одним з відомих фанатів клубу. Він також присвятив команді одну зі своїх пісень під назвою «УСМА». Амар Еззахі та Абделькадер Шау також були великими шанувальниками клубу.

### КС Константіна, ВА Тлемсен, РК Арбаа
Існує міцна дружба між фанатами КС Константіни, ВА Тлемсен, РК Арбаа та УСМ Алжир, а особливо з прихильниками КС Константіни, однією з головних причин цих хороших відносин стало те, що КС Константіна вперше та востаннє на сьогодні вигравала національний чемпіонат в 1997 році, вирішальною для цього клубу стала перемога в останньому турі чемпіонату саме проти УСМ Алжир.

### Відомі вболівальники
- Ель Хадж М'Хамед Ель Анка (шаабі-виконавець)
- Ель Хашемі Гуеруабі (шаабі-виконавець)
- Абделькадер Шау (шаабі-виконавець)
- Адлен Ґедіура (футболіст)
- Амар Еззахі (шаабі-виконавець)
- Сааді Ясеф (політик)
- Амара Бенюнес (політик)
- Ахмед Бен Белла (Перший Президент Алжиру)

## Статистика виступів у змаганнях

### У національних турнірах
У таблиці, яка наведена нижче, подані статистичні дані про виступи клубу за останні десять років
| Сезон   | Ліга[A]    | Ліга[A] | Ліга[A] | Ліга[A] | Ліга[A] | Ліга[A] | Ліга[A] | Ліга[A] | Ліга[A] | Кубок[B]     | Африка / Інші      | Африка / Інші | Бомбардир(и)[C]     | Бомбардир(и)[C] |
| Сезон   | Дивізіон   | Місце   | О       | І       | В       | Н       | П       | ЗМ      | ПМ      | Кубок[B]     | Африка / Інші      | Африка / Інші | Ім'я                | Голи            |
| ------- | ---------- | ------- | ------- | ------- | ------- | ------- | ------- | ------- | ------- | ------------ | ------------------ | ------------- | ------------------- | --------------- |
| 2007–08 | Дивізіон 1 | 4       | 42      | 30      | 12      | 6       | 12      | 32      | 27      | 1/8 фіналу   |                    |               | Аммур               | 12              |
| 2008–09 | Дивізіон 1 | 6       | 48      | 32      | 13      | 9       | 10      | 38      | 31      | 1/32 фіналу  |                    |               | Ріал                | 7               |
| 2009–10 | Дивізіон 1 | 4       | 53      | 34      | 14      | 11      | 9       | 47      | 33      | 1/8 фіналу   |                    |               | Хаміді              | 15              |
| 2010–11 | Ліга 1     | 9       | 38      | 30      | 9       | 11      | 10      | 32      | 28      | 1/32 фіналу  |                    |               | Дахам               | 11              |
| 2011–12 | Ліга 1     | 3rd     | 52      | 30      | 15      | 7       | 8       | 37      | 25      | Кваліфікація |                    |               | Джедіат             | 12              |
| 2012–13 | Ліга 1     | 4       | 51      | 30      | 15      | 6       | 9       | 32      | 15      | В            | Кубок конфедерації | 1/8 фіналу    | Дахам               | 12              |
| 2012–13 | Ліга 1     | 4       | 51      | 30      | 15      | 6       | 9       | 32      | 15      | В            | Клубний кубок УАФА | В             | Дахам               | 12              |
| 2013–14 | Ліга 1     | 1-ше    | 68      | 30      | 20      | 8       | 2       | 49      | 21      | 1/16 фіналу  | Суперкубок         | В             | Зіая, Андріа, Гасмі | 6               |
| 2014–15 | Ліга 1     | 8       | 41      | 30      | 10      | 11      | 9       | 35      | 27      | 1/8 фіналу   | Суперкубок         | Фіналіст      | Белаїлі             | 8               |
| 2014–15 | Ліга 1     | 8       | 41      | 30      | 10      | 11      | 9       | 35      | 27      | 1/8 фіналу   | Ліга чемпіонів     | Фіналіст      | Белаїлі             | 8               |
| 2014–15 | Ліга 1     | 8       | 41      | 30      | 10      | 11      | 9       | 35      | 27      | 1/8 фіналу   | Суперкубок         | Фіналіст      | Белаїлі             | 8               |
| 2014–15 | Ліга 1     | 8       | 41      | 30      | 10      | 11      | 9       | 35      | 27      | 1/8 фіналу   | Ліга чемпіонів     | Фіналіст      | Белаїлі             | 8               |
| 2015–16 | Ліга 1     | 1-ше    | 58      | 30      | 17      | 7       | 6       | 49      | 31      | 1/32 фіналу  |                    |               | Сегуер              | 12              |

### КАФ
Станом на 16 лютого 2015:
| Змагання під егідою КАФ    | Змагання під егідою КАФ | Змагання під егідою КАФ | Змагання під егідою КАФ | Змагання під егідою КАФ | Змагання під егідою КАФ | Змагання під егідою КАФ | Змагання під егідою КАФ | Змагання під егідою КАФ |
| Змагання                   | Сезони                  | Матчів                  | Перемог                 | Нічиїх                  | Поразок                 | Забитих м'ячів          | Пропущених м'ячів       | Останній зіграний сезон |
| -------------------------- | ----------------------- | ----------------------- | ----------------------- | ----------------------- | ----------------------- | ----------------------- | ----------------------- | ----------------------- |
| Ліга чемпіонів             | 7                       | 58                      | 29                      | 11                      | 18                      | 99                      | 59                      | 2015                    |
| Кубок володарів кубків КАФ | 5                       | 35                      | 13                      | 4                       | 8                       | 40                      | 25                      | 2002                    |
| Кубок конфедерації КАФ     | 2                       | 6                       | 2                       | 3                       | 1                       | 6                       | 7                       | 2013                    |
| Кубок КАФ                  | 1                       | 6                       | 4                       | 0                       | 2                       | 13                      | 6                       | 1999                    |
| Загалом                    | 15                      | 105                     | 48                      | 18                      | 29                      | 158                     | 97                      |                         |

### Участь у змаганнях, які проводяться не під егідою КАФ
Станом на 16 лютого 2015:
| Змагання не під егідою КАФ     | Змагання не під егідою КАФ | Змагання не під егідою КАФ | Змагання не під егідою КАФ | Змагання не під егідою КАФ | Змагання не під егідою КАФ | Змагання не під егідою КАФ | Змагання не під егідою КАФ | Змагання не під егідою КАФ |
| Змагання                       | Сезони                     | Матчів                     | Перемог                    | Нічиїх                     | Поразок                    | Забитих м'ячів             | Пропущених м'ячів          | Останній зіграний сезон    |
| ------------------------------ | -------------------------- | -------------------------- | -------------------------- | -------------------------- | -------------------------- | -------------------------- | -------------------------- | -------------------------- |
| Арабська Ліга чемпіонів        | 4                          | 25                         | 11                         | 8                          | 6                          | 40                         | 29                         | 2012–13                    |
| Кубок володарів кубків Магрибу | 2                          | 4                          | 1                          | 0                          | 3                          | 3                          | 6                          | 1970                       |
| Загалом                        | 6                          | 29                         | 12                         | 8                          | 9                          | 43                         | 35                         |                            |

## Інші відділення
Крім футбольної секції, у клубі функціонують наступні відділення:
- Баскетболу;
- Плавання;
- Боксерське;
- Велоспорту.